# Cubocephalus sperator
Cubocephalus sperator là một loài tò vò trong họ Ichneumonidae.